# باربرا هنري
باربرا هنري (بالإنجليزية: Barbara Henry) هي مُدرسة أمريكية، ولدت في 1932 في بروفيدنس في الولايات المتحدة.